# Новоуспенка (Шегарский район)
Новоуспенка — деревня в Шегарском районе Томской области. Входит в состав Трубачёвского сельского поселения.

## История
Основана в 1820. В 1926 году состояла из 136 хозяйств, основное население — русские. Центр Ново-Успенского сельсовета Богородского района Томского округа Сибирского края.

## Население
| 1926 | 2002 | 2010 | 2012 | 2013 | 2014 | 2015 |
| ---- | ---- | ---- | ---- | ---- | ---- | ---- |
| 557  | ↘56  | ↘48  | ↗50  | ↘48  | →48  | ↘45  |
| 2021 |      |      |      |      |      |      |
| ↗48  |      |      |      |      |      |      |